# Hans Branig
Hans Branig (* 1905 in Goldentraum, Kreis Lauban; † 28. April 1985 in Jügesheim) war ein deutscher Archivar und Historiker, der insbesondere über die Geschichte Pommerns forschte. Er wirkte ab 1947 am Geheimen Staatsarchiv Preußischer Kulturbesitz in Berlin. Seine zweibändige Geschichte Pommerns wurde nach seinem Tode veröffentlicht. 

## Leben und Werk
Hans Branig wurde als Sohn einer Berliner Familie 1905 in Goldentraum im Kreis Lauban geboren, wo sein Vater im gleichen Jahr eine Stelle als Pfarrer angetreten hatte. 1910 zog die Familie nach Tempelhof, wo er aufwuchs und die Schulen besuchte. Anschließend studierte er Geschichte, Germanistik und Anglistik an der Friedrich-Wilhelms-Universität zu Berlin und an der Universität Greifswald. In Greifswald wurde er im Jahre 1929 mit einer Dissertation über Preußen und Rußland während des ersten Schlesischen Krieges zum Dr. phil. promoviert; das Thema hatte er auf Anregung seines akademischen Lehrers Hans Glagau gewählt. 1931 bestand er das Staatsexamen für das höhere Lehramt. 
Branig entschied sich aber gegen den Beruf des Gymnasiallehrers und für den Beruf des Archivars. Er besuchte 1933/1934 einen Kurs am Institut für Archivwissenschaft und geschichtswissenschaftliche Fortbildung in Berlin und bestand 1934 das Staatsexamen für den höheren Archivdienst. Anschließend ging er an das Staatsarchiv Stettin, wo er 1935 als Volontär begann und 1939 zum Staatsarchivrat befördert wurde. Bei Ausbruch des Zweiten Weltkriegs wurde er zur Wehrmacht eingezogen, aber im Juni 1940 zur Archivverwaltung des Generalgouvernements abgeordnet, wo er nach verschiedenen Verwendungen 1943 Leiter des Archivamtes in Warschau wurde. 1944 kam er zurück zur Wehrmacht und geriet im Mai 1945 in sowjetische Kriegsgefangenschaft, aus der er im November 1946 entlassen wurde. 
Im Jahre 1947 begann er als Archivar am Geheimen Staatsarchiv Preußischer Kulturbesitz in Berlin, wo er bis zu seiner Pensionierung wirkte. Er wurde ferner Mitglied der Historischen Kommission für Pommern, der Historischen Kommission zu Berlin und der Preußischen Historischen Kommission. Branig übernahm für die Zeitschrift Der Archivar von 1960 bis 1983 die Archiv- und Literaturberichte über Polen sowie für die Blätter für deutsche Landesgeschichte von 1962 bis 1973 die Literaturberichte zur Geschichte Pommerns und zur Geschichte Mecklenburgs. Er veröffentlichte mehrere Aufsätze, insbesondere zur Geschichte Pommerns. 
Sein Hauptwerk, eine mehrbändige Geschichte Pommerns, konnte er nicht mehr vollenden. Sein hinterlassenes Manuskript wurde durch den Greifswalder Professor Werner Buchholz bearbeitet und in zwei Bänden in den Jahren 1997 und 2000 veröffentlicht. Die Reaktionen auf diese Veröffentlichungen waren unterschiedlich. So lobte Ludwig Biewer in seiner Rezension des ersten Bandes, trotz Kritik im Detail, die Veröffentlichung nachdrücklich. Hingegen unterzog Nils Jörn in seiner Rezension den zweiten Band einer vernichtenden Kritik als „unfertige Materialsammlung aus verschiedenen Aktenpublikationen und Untersuchungen des 18. bis frühen 20. Jahrhunderts“, die beim Rezensenten „eine tiefe Ratlosigkeit“ hinterlassen habe.

## Schriften (Auswahl)
Monographien
- Fürst Wittgenstein. Ein preußischer Staatsmann der Restaurationszeit. (= Veröffentlichungen aus den Archiven Preußischer Kulturbesitz, Band 17). Böhlau Verlag, Köln und Wien 1981.
- Geschichte Pommerns. Teil 1: Vom Werden des neuzeitlichen Staates bis zum Verlust der staatlichen Selbständigkeit 1300–1648. (= Veröffentlichungen der Historischen Kommission für Pommern, Reihe V, Band 22/I). Böhlau Verlag, Köln und Wien 1997, ISBN 3-412-07189-7.
- Geschichte Pommerns. Teil 2: Von 1648 bis zum Ende des 18. Jahrhunderts. (= Veröffentlichungen der Historischen Kommission für Pommern, Reihe V, Band 22/II). Böhlau Verlag, Köln und Wien 2000, ISBN 3-412-09796-9.

Aufsätze
- Die Oberpräsidenten der Provinz Pommern. In: Baltische Studien. Band 46 N.F., 1959, ISSN 0067-3099, S. 92–107.
- Die polnische Archivverwaltung in Pommern. In: Baltische Studien. Band 70 N.F., 1984, ISSN 0067-3099, S. 143–147.